# Cranchia scabra
Cranchia scabra Leach, 1817 è una specie di molluschi cefalopodi appartenente alla famiglia Cranchiidae, unica appartenente al genere Cranchia.

## Descrizione
In Cranchia scabra il mantello è fusiforme, ma tozzo e termina posteriormente con una punta larga e ottusa. L'epidermide del mantello è ricoperta di tubercoli cartilaginosi di varia dimensione che portano delle spine superiormente. Le pinne sono ovoidali e hanno un ampio lobo libero posteriore. Sul globo oculare sono presenti 14 fotofori. Le femmine anche immature hanno un fotoforo all'apide di ogni braccio. Nel maschio il quarto braccio destro è ectocotilizzato ma ha comunque delle ventose in quattro serie nella parte mediana. L'animale vivo è quasi completamente trasparente.
La lunghezza del mantello raggiunge 15 cm.

## Distribuzione e habitat
C. scabra è presente in tutti gli oceani nelle fasce tropicali e subtropicali tra i 45* nord e i 35* sud. Un individuo è stato catturato nel mar Mediterraneo nelle acque delle isole Baleari nel 1998.
Come nella generalità dei Cranchiidae le paralarve e i giovanili si trovano in acque poco profonde della zona epipelagica fino a circa 400 metri. Gli individui più grandi discendono a maggiori profondità nella zona mesopelagica e gli adulti si trovano nella zona batipelagica a circa 2000 metri.

## Biologia

### Riproduzione
Sembra che la crescita della fase giovanile epipelagica sia molto veloce e che dopo soli 4-5 mesi C. scabra possa raggiungere dimensioni prossime a quelle dell'adulto abbandonando le acque superficiali per spingersi in profondità.

### Predatori
Viene consumato da numerosi predatori pelagici tra i quali il cetaceo odontoceto Globicephala macrorhynchus e il pesce osseo Thunnus obesus. Se minacciata è in grado di retrarre testa e braccia all'interno della cavità del mantello e di produrre inchiostro all'interno della stessa.